# Felicia Șerban
Felicia-Sofia Șerban (n. 14 mai 1938, Turda, județul Cluj – d. 11 septembrie 2009, Cluj) a fost o lingvistă română.

## Biografie
A fost sora istoricului literar Elena Stan. A absolvit Școala Medie nr. 1 (devenită ulterior Liceul „George Coșbuc”) din Cluj în 1955. A studiat limba și literatura română română la Universitatea „Babeș-Bolyai” din Cluj (1955-1960). Și-a luat doctoratul în filologie cu teza Valorile funcționale ale stilului în lirica populară (1973). A funcționat ca profesoară în comuna Aiton, din județul Cluj (1961), apoi ca referent literar-muzical la Opera de Stat din Cluj (1961-1963). Din 1963 a devenit cercetător la Institutul de Lingvistică și Istorie Literară din Cluj, actualmente Institutul de Lingvistică și Istorie Literară „Sextil Pușcariu”, unde a participat la elaborarea Dicționarului limbii române, din 1992 fiind cercetător științific gradul I. Preocupări de lexicologie, stilistică și poetică, lingvistică computațională.

## Lucrări publicate

### Volume
- Lirica populară românească între est și vest - Cluj-Napoca, Casa Cărții de Știință, 2005, 166 p.
- Cuvântul în texte poetice - Cluj-Napoca, Casa Cărții de Știință, 2007, 175 p.

### Volume (în colaborare)
- Dicționarul limbii române (DLR) - Serie nouă. Tomul VII, partea a 2-a (litera O), București, Editura Academiei, 1969 (colaborare la redactare și revizie).
- Dicționarul limbii române (DLR). Serie nouă. Tomul IX (litera R), București, Editura Academiei, 1975 (colaborare la redactare și revizie).
- Dicționarul limbii române (DLR). Serie nouă. Tomul XI, partea a 2-a (litera T: T–Tocăliță), București, Editura Academiei, 1982 (colaborare la redactare și revizie finală).
- Dicționarul limbii române (DLR). Serie nouă. Tomul XI, partea a 3-a (litera T: Tocăna–Twist), București, Editura Academiei, 1983 (colaborare al redactare și revizie finală).
- Dicționarul limbii române (DLR). Serie nouă. Tomul XII, partea 1 (litera Ț), București, Editura Academiei Române, 1994 (redactor responsabil, redactare parțială și colaborare la revizia finală).
- Dicționarul limbii române (DLR). Serie nouă. Tomul XII, partea a 2 a (litera U), București, Editura Academiei Române, 2002 (redactor responsabil, redactare parțială și revizie finală, în colaborare).
- Dacoromania. 1920–1948. Bibliografie, București, Editura Științifică și Enciclopedică, 1983.
- Sprachreform. Geschichte und Zukunft. Herausgegeben von István Fodor / Claude Hagège, vol. I–VI, Hamburg, Buske Verlag, vol. III, 1984.
- Dicționarul Luceafărului eminescian și textul integral al poemului, Cluj-Napoca, Editura Clusium, 2000, 324 p.
- Dicționarul limbii române (DLR). Serie nouă. Tomul V (litera L: Li - Luzulă), București, Editura Academiei Române, 2008 (redactor responsabil, redactare parțială și revizie finală, în colaborare).

### Ediții
- Evangheliarul slavo-român de la Sibiu. 1551–1553, București, Editura Academiei, 1971 (colaborare la indice).
- H. Tiktin, Rumänisch-deutsches Wörterbuch, 2., überarbeitete und ergänzte Auflage herausgegeben von Paul Miron, Band I–III, Wiesbaden, Otto Harrassowitz, 1985–1989 (colaborare la verificarea fișierului Tiktin și la stabilirea primei atestări); 2., überarbeitete und ergänzte Auflage herausgegeben von Paul Miron, 1985–1989; 3., überarbeitete und ergänzte Auflage herausgegeben von Paul Miron und Elsa Lüder, Cluj-Napoca, Clusium, 2000–2005.

## Premii
- Premiul „Timotei Cipariu” al Academiei Române (1989).